# سوزانا آنلی
سوزانا آنلی (ایتالیایی: Susanna Agnelli؛ ۲۴ آوریل ۱۹۲۲ – ۱۵ مهٔ ۲۰۰۹) یک سیاست‌مدار، نویسنده و دیپلمات اهل ایتالیا بود. او که بیش از بیست سال در سیاست ایتالیا شرکت داشت، اولین زنی بود که به عنوان وزیر امور خارجه ایتالیا منصوب شد. او همچنین اولین وزیر ایتالیایی بود که وزیر امور خارجه و معاون وزیر همان وزارتخانه شد.

## اوایل زندگی
او که در تورین به دنیا آمد، دختر ادواردو آنیلی و دونا ویرجینیا بوربون دل مونته، دختر شاهزاده سن فاوستینو و همسرش جین آلن کمپبل بود. پدربزرگش، جووانی آنیلی، شرکت خودرو سازی فیات را تأسیس کرد. او خواهر جیانی آنیلی است، که تا سال ۱۹۹۶ رئیس فیات بود؛ اعضای خانواده آنیلی هنوز هم کنترل‌کننده فیات هستند.